# Diana Santos (actriz)
Alicia Diana Santos Colmenero más conocida como Diana Santos  (México, D.F., 9 de junio de 1950) es una actriz y directora de doblaje mexicana, principalmente conocida por ser la voz oficial de Minnie Mouse en español desde los años 60 hasta la actualidad.

## Biografía
Diana Santos nació el 9 de junio de 1950 en la Ciudad de México, México. Es hija del talentoso actor y director de doblaje Edmundo Santos y la actriz Alicia Colmenero, hermana del también famoso actor y director de doblaje Francisco Colmenero. Tiene 4 hermanos, Tony, Edmundo Jr. y David, los cuales en su niñez y juventud igual actuaron en el doblaje de películas y series de televisión (tanto mexicanas como extranjeras).
Su debut en el doblaje fue en 1956, a la edad de 6 años, acumulando una carrera de 66 años. Tiene una extensa trayectoria prestando su voz principalmente para producciones de Disney, y además ha sido la voz oficial de Minnie Mouse en todos los cortos, series y películas, entre otros personajes.
Su primera película animada como actriz de doblaje fue El libro de la selva, donde interpretó al personaje protagonista, Mowgli, a los apenas 16 años de edad, aunque previamente había trabajado en el doblaje de 101 Dálmatas, exactamente a los 11 años, poniendo voz sobre todo a personajes secundarios en dicha película. Más tarde trabajaría en el doblaje de otras películas animadas del estudio como el redoblaje de 1969 de Bambi (donde interpretó a Faline adulta), Robin Hood (Lady Mariane), Bernardo y Bianca 1 y 2 (Bianca), El zorro y el Sabueso (Vixey), The Black Cauldron (Princesa Elena), La Bella y la Bestia (Bella), etc.
Después de estar trabajando varios años como actriz, empezó a dirigir doblaje por influencia de su tío Francisco Colmenero, ya que a este último le propusieron dirigir una película protagonizada por Dennis Quaid, que por decisión propia no dirigió, sugiriendo a los ejecutivos de la empresa que Diana fuera quien lo reemplazara en la dirección. Después de aprender de su tío como dirigir, marcó de esa forma su debut como directora de doblaje.
En la actualidad Diana continúa plenamente activa como actriz y directora de doblaje, principalmente para la empresa Disney y en ocasiones para otros estudios de doblaje.

## Honores y premios
El 28 de noviembre de 2020, durante la ceremonia de la 2.ª entrega de los Premios Lavat celebrada en la Ciudad de México, Diana Santos recibió un premio honorífico en reconocimiento a su trayectoria como actriz de doblaje durante 64 años. La ceremonia fue retransmitida en directo por la página web oficial de los Premios Lavat debido a la Pandemia de COVID-19, a diferencia del año anterior.